# Otto Bütschli
Johann Adam Otto Bütschli (Francoforte sul Meno, 3 maggio 1848 – Heidelberg, 2 febbraio 1920) è stato un biologo, entomologo, botanico e microbiologo tedesco.
Si specializzò negli invertebrati e nello sviluppo degli insetti. Inoltre molti gruppi protisti sono stati riconosciuti da lui

## Biografia
Bütschli nacque a Francoforte sul Meno. Si laureó in Biologia, studiò anche mineralogia, chimica, e paleontologia a Karlsruhe e fu assistente del geologo Karl Alfred von Zittel. Successivamente, si trasferì a Heidelberg nel 1866 e lavorò con il chimico Robert Bunsen. Conseguì il dottorato di ricerca presso l'Università di Heidelberg nel 1868, dopo aver superato gli esami in geologia, paleontologia e in zoologia. Si unì con Rudolf Leuckart presso l'Università di Lipsia nel 1869.
Dopo aver lasciato gli studi per servire come ufficiale nella guerra franco-prussiana (1870-1871), Bütschli lavorò nel suo laboratorio privato e poi per due anni (1873-1874) con Karl Möbius presso l'Università di Kiel. Dopodiché, lavorò a conto privato. Nel 1876, prese la sua abilitazione, nel quale insegnò presso l'Università di Heidelberg, andando a sostituire Alexander Pagenstecher, nel 1878. Ricoprì la carica per oltre 40 anni.